# Halle (Saale) Hauptbahnhof
Halle (Saale) Hauptbahnhof ist der wichtigste Personenbahnhof der Stadt Halle (Saale) im südlichen Sachsen-Anhalt. Er liegt im Osten der Innenstadt. Als Station für den Schienenfern- und Regionalverkehr ist der hallesche Hauptbahnhof gleichzeitig der wichtigste Verkehrsknotenpunkt der Region und des südlichen Teils des Bundeslandes Sachsen-Anhalt. Daneben ist er in das Netz der S-Bahn Mitteldeutschland eingebunden.
Der Bahnhof wird vor allem durch Studenten und Pendler stark frequentiert. Täglich werden rund 36.000 Reisende und Besucher gezählt. 2015 wurden bis zu 30.000 Ein-, Aus- oder Umsteiger gezählt. 600 Züge des Personenfern- und -nahverkehrs sowie der S-Bahn halten am Bahnhof. 2021 waren es insgesamt rund 38.000 Ein-, Aussteiger und Besucher pro Tag. Der Bahnhof ist einer von 16 so genannten „Zukunftsbahnhöfen“ der Deutschen Bahn, in dem Neuerungen erprobt werden.

## Anlage

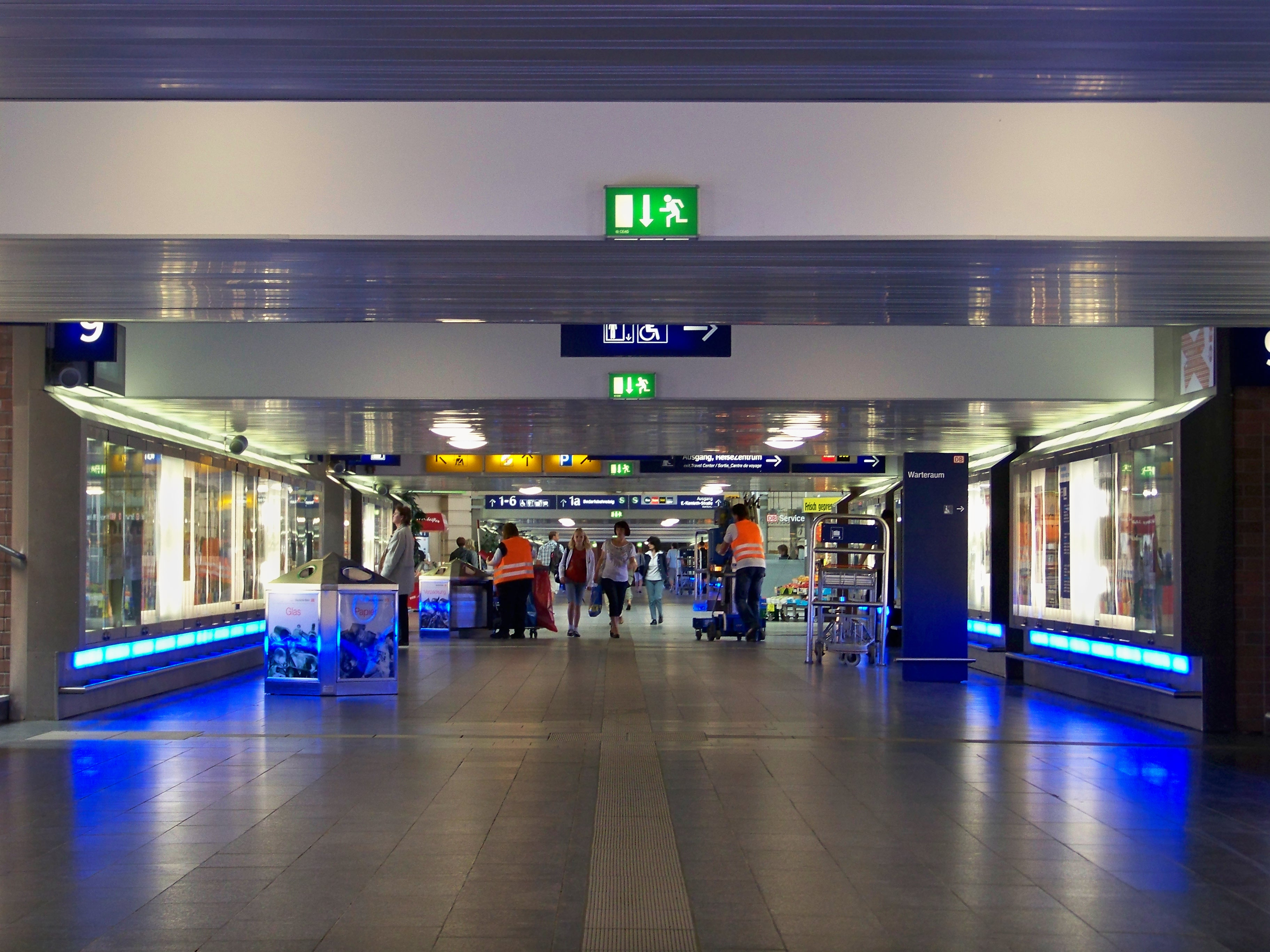
Personenunterführung im Bahnhof (2009)

Der Bahnhof Halle (Saale) Hbf ist ein Inselbahnhof. Das Empfangsgebäude befindet sich in der Mitte zwischen den Gleisen 7 und 8.
Insgesamt besitzt der Bahnhof 13 Bahnsteiggleise, wovon 10 von Bahnhofshallen überdacht werden. In den Bahnhofshallen sind kleine Läden und Gastronomiebetriebe ansässig.
Nordöstlich der Gleisanlagen des Personenbahnhofs befindet sich der Güterbahnhof Halle.

## Geschichte

### Bahnhöfe als Vorläufer des Hauptbahnhofs
Mitte 1840 baute die Magdeburg-Köthen-Halle-Leipziger Eisenbahn-Gesellschaft – initiiert vom damaligen Stadtrat Matthäus Ludwig Wucherer, der sich für eine Strecke von Magdeburg nach Leipzig über Halle aussprach – die erste Station in Halle, die 1845 bis 1847 durch den Anschluss der Thüringer Bahn nochmals umgebaut wurde. Die Besonderheit der Strecke zwischen Magdeburg und Leipzig liegt darin, dass sie die erste grenzüberschreitende Eisenbahnverbindung von Preußen durch Anhalt-Köthen nach Sachsen war und als zweite deutsche Ferneisenbahn gilt.

### Entstehung des Hauptbahnhofes

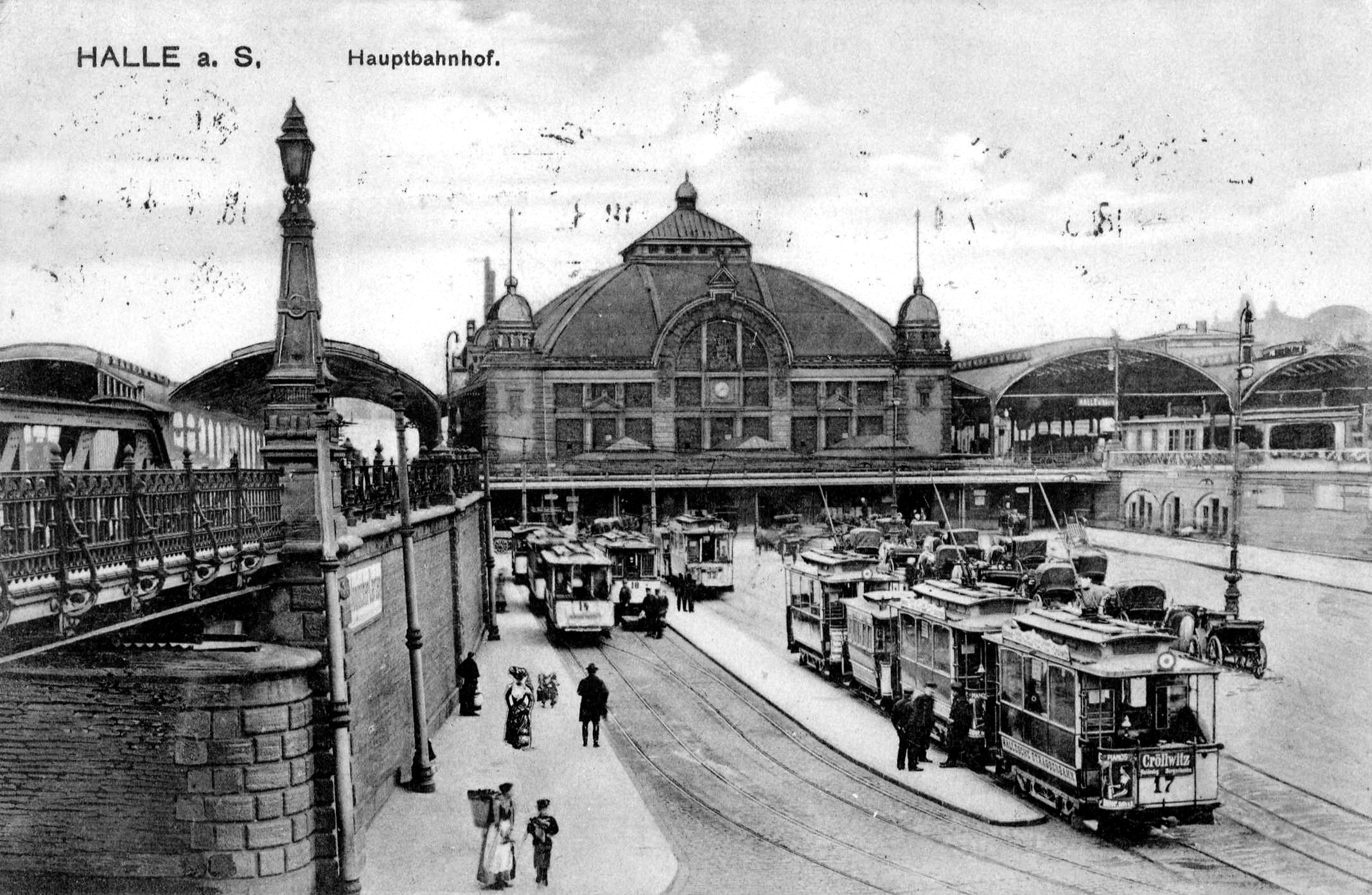
Der Hauptbahnhof auf einer Postkarte um 1900

Durch weitere Streckenanschlüsse wurde der Bahnhof bald zu klein, konnte aber durch Einigungsprobleme der verschiedenen Bahngesellschaften über ein Gesamtkonzept nicht erweitert werden. Am 8. Oktober 1890, nach der Verstaatlichung einer Gesellschaft und nach fünfjähriger Bauzeit wurde der neue Personenbahnhof eröffnet. Mit dem Entwurf und der Bauausführung wurde Friedrich Peltz betraut.

### Umbauten des Hauptbahnhofes

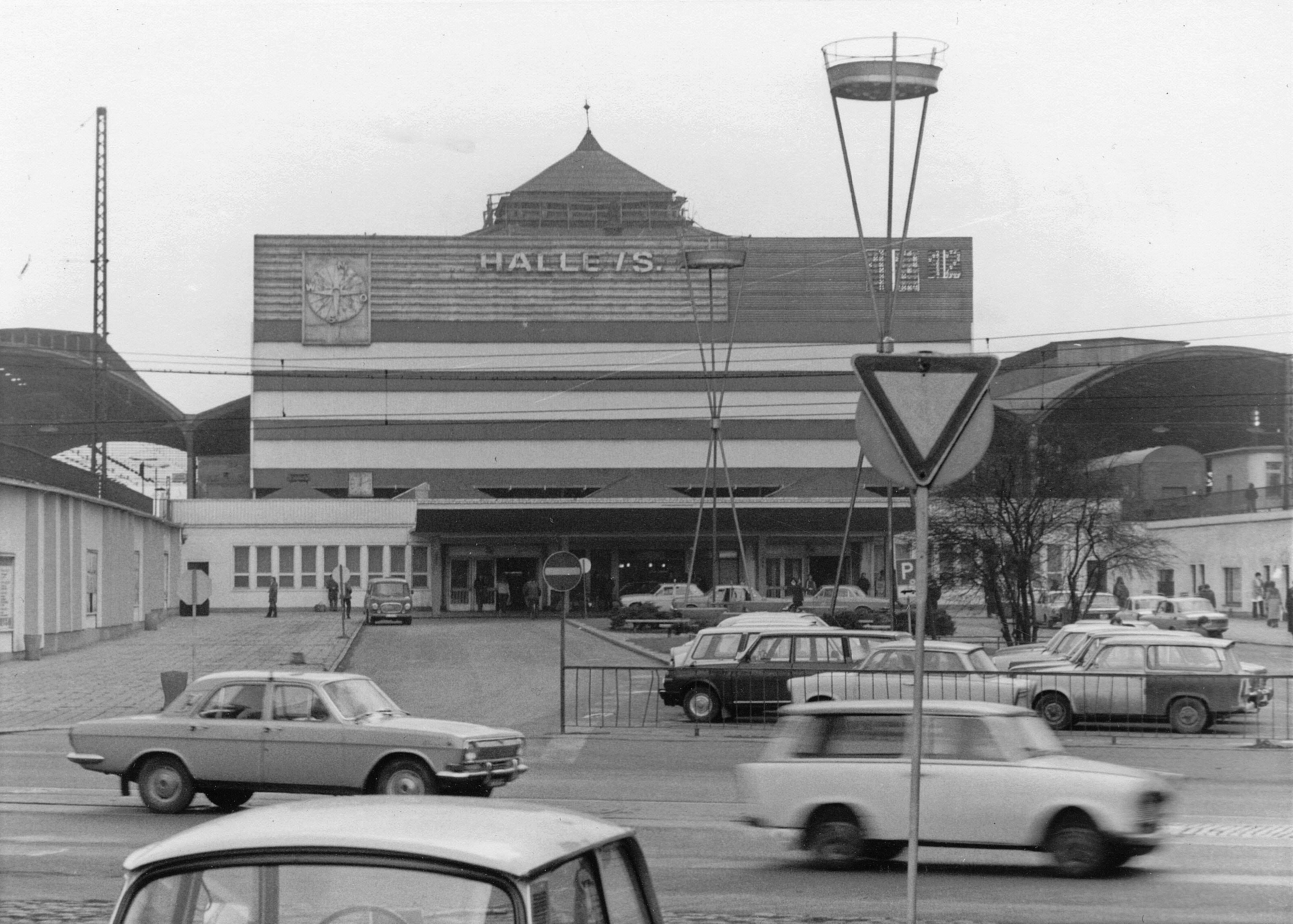
Empfangsgebäude mit der alten Vorhangfassade (März 1984)

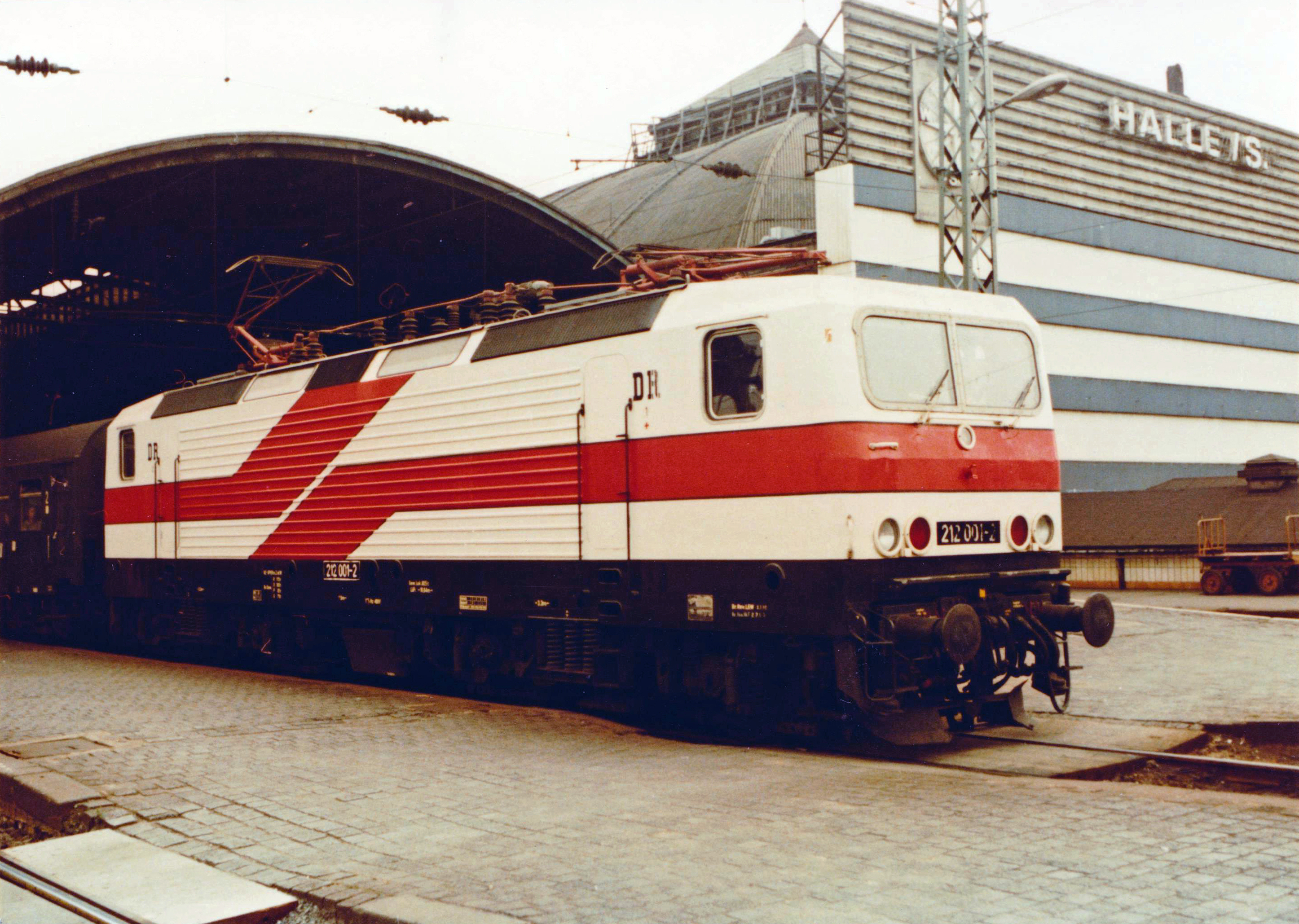
212 001 in Halle vor blau-weißer Vorhangfassade (September 1983)

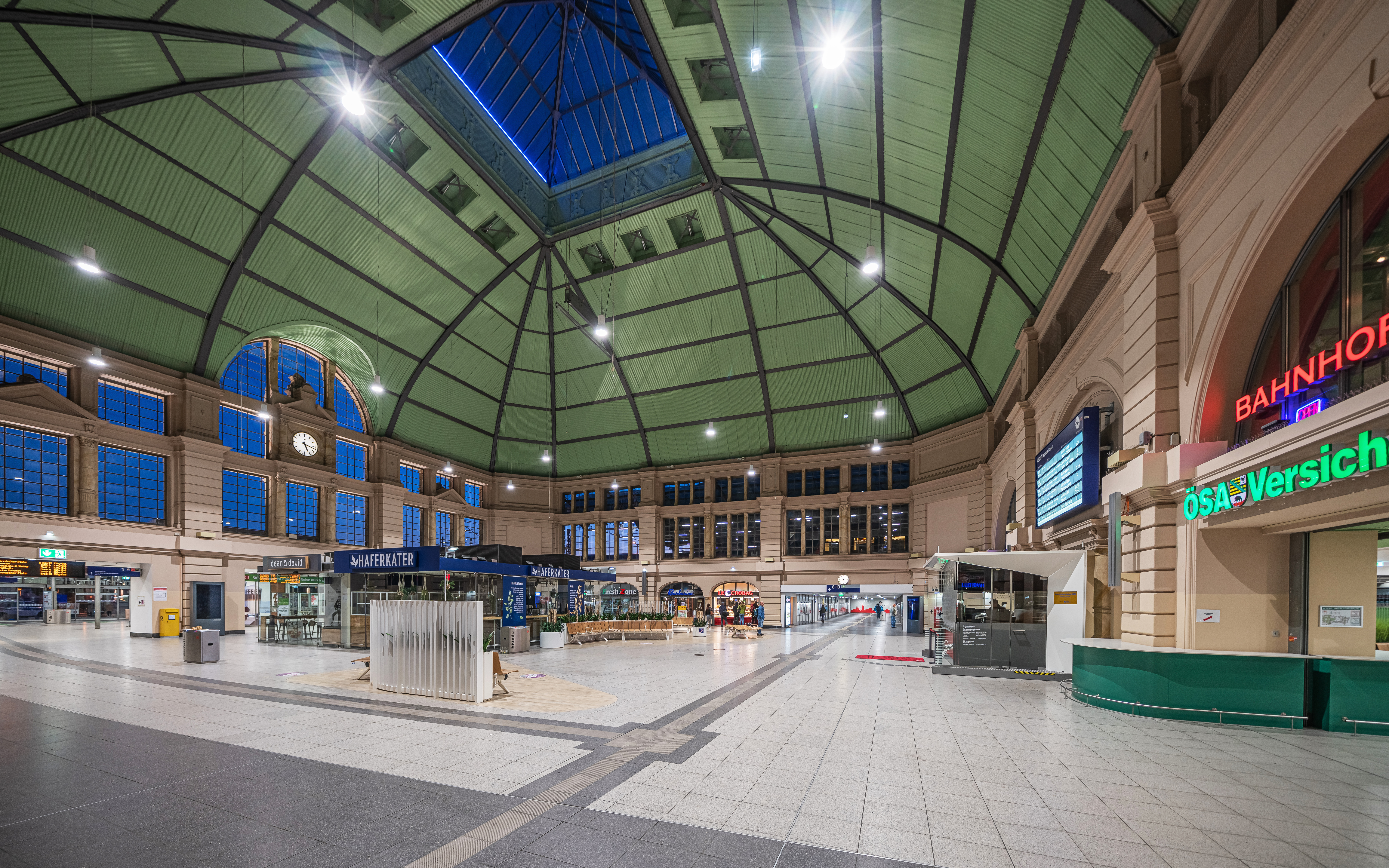
Innenansicht Kuppel (2024)

Die Bahnhofshalle blieb im Zweiten Weltkrieg von größeren Bombenschäden verschont, lediglich der Speisesaal der ersten und zweiten Klasse erhielt einen leichten Bombentreffer.
1967 wurde die S-Bahn eröffnet und dafür ein neuer Bahnsteig an der Westseite hinzugefügt. Er entstand außerhalb der westlichen Bahnsteighalle an einem bisherigen Lokomotivverkehrsgleis, erhielt ein Bahnsteigdach und ist von der Ernst-Kamieth-Straße barrierefrei zugänglich. Von 1976 bis 1993 hielten in Halle Städteexpresszüge. Die Bahnhofshalle erhielt 1967/68 ganz im Stil der damaligen Architektur eine Aluminium-Vorhangfassade, was dem Empfangsgebäude vom Bahnhofsvorplatz das typische sozialistisch-moderne Aussehen verlieh. Bereits 1984 wurde diese Vorhangfassade wieder entfernt. Die Kuppelhalle, die Vorhalle sowie der Speisesaal Ost wurden saniert. Beim Umbau des Riebeckplatzes 1967 nach den Vorstellungen der autogerechten Stadt wurden die Straßenbahnhaltestellen weit vom Hauptbahnhof unter die Hochstraßenbrücken auf dem damaligen Thälmannplatz verschoben. Die Folge waren ausgesprochen ungünstige Umsteigeverhältnisse mit langen Wegen. Erst 2005 wurden diese mit einer erneuten Umgestaltung des Riebeckplatzes und der Umgebung des Hauptbahnhofes wieder deutlich verbessert.
Im Jahr 2002 wurde das Empfangsgebäude umfangreich saniert, umgebaut und mit Einzelhandels-Verkaufsflächen ausgestattet. Zur Einbindung der im Bau befindlichen Neubaustrecke Erfurt–Leipzig/Halle wurde zwischen 2005 und 2011 die südliche Zufahrt auf einer Länge von fünf Kilometern umfassend umgebaut.
Anschließend waren weitere Ausbaumaßnahmen des Eisenbahnknotens Halle mit einem Investitionsvolumen von rund 400 Millionen Euro geplant. Am 26. September 2012 fand der symbolische Spatenstich zum Bau der 146 Millionen Euro teuren neuen Zugbildungsanlage Halle statt. Eine zweite Ausbaustufe umfasste die nördliche Einbindung der Ausbaustrecke Berlin–Halle/Leipzig (VDE 8.3) sowie die Erneuerung der Gleis- und Fahrleitungsanlagen im Bahnhofsbereich. Zwei neue elektronische Stellwerke ersetzen 20 bisherige Stellwerke. Ende Oktober 2012 wurde die zugehörige Finanzierungsvereinbarung über 252 Millionen Euro unterzeichnet, hiervon trug 223 Millionen Euro der Bund. Weitere Finanzierungsvereinbarungen standen im Juni 2013 noch aus.
Der Bahnknoten wurde seit September 2014 für mehr als 500 Millionen Euro saniert. Dabei wurden unter anderem die Neu- und Ausbaustrecken sowie der Güterbahnhof eingebunden sowie alle Bahnsteige des Hauptbahnhofs abgebrochen und neugebaut. Die Einbindung an die Schnellfahrstrecken sollte zwischen 2015 und 2017 erfolgen und der Hauptbahnhof selbst in den Jahren 2016 und 2017 umgebaut werden. Das Vorhaben, das aus finanziellen Gründen wiederholt verschoben worden war, galt als das größte Infrastrukturvorhaben der Deutschen Bahn in Sachsen-Anhalt. Die zulässige Höchstgeschwindigkeit im Bahnhofsbereich konnte von 40 auf 160 km/h angehoben werden.
Anfang Dezember 2013 schrieb die Deutsche Bahn ein Paket europaweit aus, das unter anderem den Rückbau von 28 Kilometer Gleis und 71 Weichen sowie den Neubau von 22 Kilometern Gleis und 150 Weichen umfasste. Die Maßnahmen sollten zwischen August 2014 und März 2017 umgesetzt werden.
Im Rahmen einer fünftägigen Vollsperrung gingen am 28. November 2015 vier Kilometer Gleis und 54 neue Weichen in Betrieb. Damit wurde es möglich, die zuerst umzubauende Ostseite zu umfahren. Im Jahresfahrplan 2016 wurde die Ostseite des Hauptbahnhofs für ein Jahr gesperrt und umgebaut, im Jahresfahrplan 2017 sollte die Westseite folgen. Der Umbau sollte 2018 abgeschlossen werden.
Am 2. Mai 2016 gab die Deutsche Bahn eine Bauverzögerung bekannt. Der Zustand der Gleiströge auf der Ostseite hatte sich als schlechter als erwartet herausgestellt. Diese sollte nunmehr erst Ende 2017 fertiggestellt und die Westseite anschließend bis Ende 2019 umgebaut werden. Ein zusätzlicher Behelfsbahnsteig sowie zusätzliche Weichenverbindungen sollten die Betriebsqualität verbessern. Dieser Behelfsbahnsteig 13a entstand am Streckengleis der Güterverkehrsumgehungsstrecke 6349 (Halle Gbf, Hg12 – Halle Hbf Al). Er war während des Umbaues der Ostseite nur über die Delitzscher Straße erreichbar. Die Kosten für zwei Bauabschnitte, die im August 2014 für 49 Millionen Euro vergeben wurden, lagen Anfang Juli 2016, unter Berücksichtigung der Inflation, bei 84 Millionen Euro. Beim Umbau entfiel das kurze Kragdach im Treppenbereich des erst im Zweiten Weltkrieg entstandenen Bahnsteiges 11/12 (nach dem Umbau 12/13) völlig.

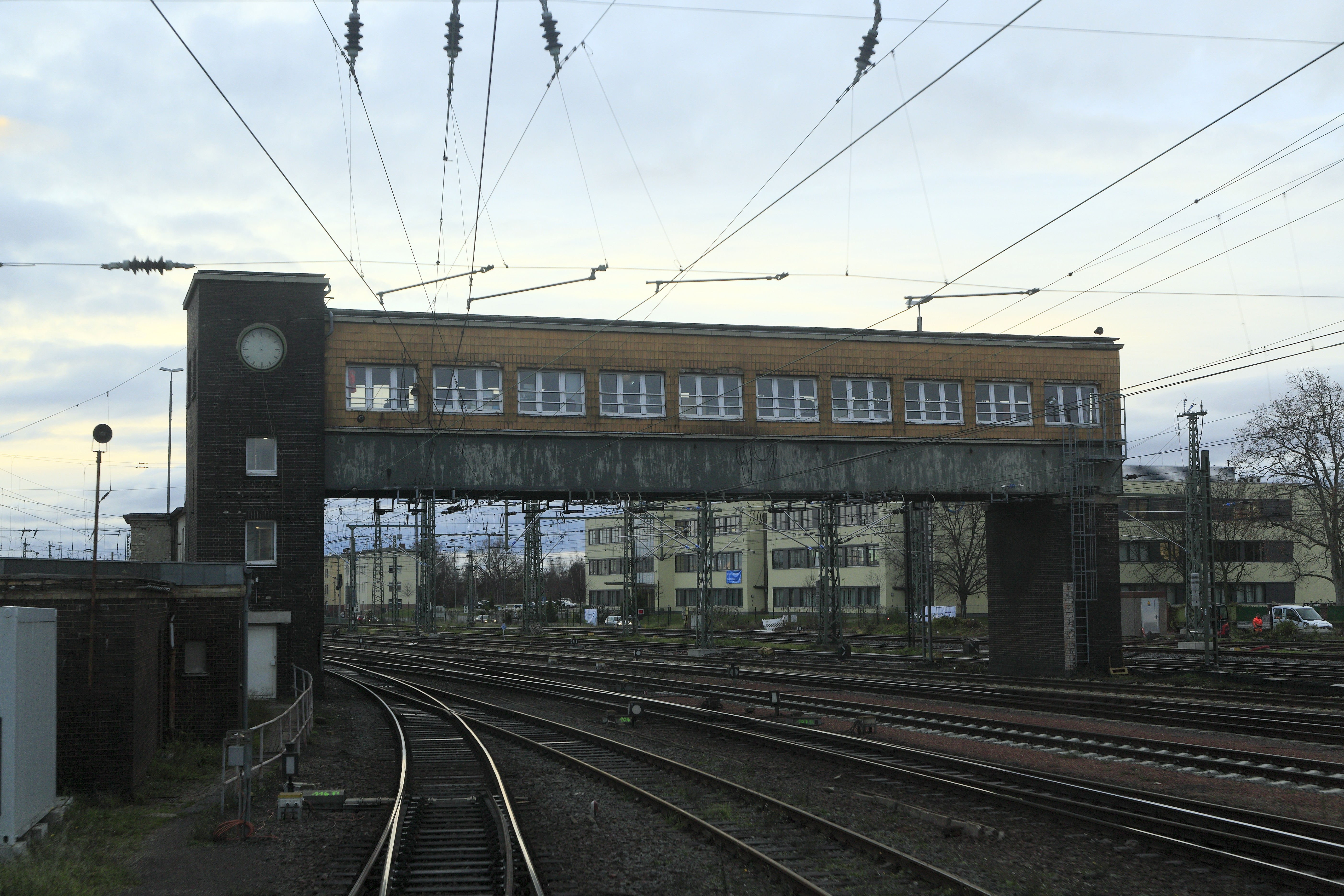
Stellwerk Hp 5 (Dezember 2015)

Ein markantes Wahrzeichen des Bahnhofs stellte das in der südlichen Zufahrt gelegene Brückenstellwerk Hp 5 dar. Es war ein elektromechanisches Stellwerk der Bauform 1912. Das Gebäude wurde am 22. Mai 2017 im Zuge einer Vollsperrung des Knotens Halle abgebrochen. Vom 22. November 2017, 22 Uhr, bis zum Morgen des 30. November 2017 war der Bahnknoten gesperrt, um das elektronische Stellwerk und die umgebaute Ostseite des Bahnhofs (Gleise 8 bis 13) in Betrieb zu nehmen. Die Westseite (Gleise 2 bis 6) wurde anschließend für den weiteren Umbau gesperrt. Die Gleise 1 und 1a werden bauzeitlich von der S3 der S-Bahn-Mitteldeutschland und vom Harz-Elbe-Express genutzt.
Die Bahnsteiggleise 4 bis 7 (zuvor 3 bis 6) gingen am 2. Dezember 2019 wieder in Betrieb. Der Knoten wurde dafür vom 25. bis 28. November 2019 (morgens) teilweise, sowie anschließend bis 2. Dezember 2019 (morgens) vollständig gesperrt. Im Anschluss wurden die Gleise 1 bis 3 (zuvor 1a, 1 und 2) neu gebaut, im Zuge einer letzten Vollsperrung des Knotens zwischen 14. und 17. Januar 2021 gingen diese am 17. Januar 2021, 18 Uhr, in Betrieb.
Die Arbeiten am inneren Knoten Halle wurden damit beendet.

Rund 850 Millionen Euro wurden investiert, einschließlich Güterbahnhof und neuer Zugbildungsanlage (ZBA). Dabei wurden auch die Arkaden unter den Bahngleisen der westlichen Bahnhofsseite saniert.
Auf eine zunächst vorgesehene Verknüpfung des Fernverkehrs Berlin–Erfurt und Magdeburg–Leipzig an einem gemeinsamen Bahnsteig je Richtung, einschließlich niveaufreier Ein- und Ausfädelungen, wurde aus Kostengründen verzichtet.
Im Bereich des Bahnhofs liegt mit Halle Saale Hbf (West) eine der fünf ETCS-Streckenzentralen der Neubaustrecken des Verkehrsprojekts Deutsche Einheit Nr. 8.
Der Raum Halle soll im Zuge des „Starterpakets“ der Digitalen Schiene Deutschland, als Teil des TEN-Kernnetzkorridors Skandinavien–Mittelmeer, bis 2030 mit Digitalen Stellwerken und ETCS ausgerüstet werden. Eine Ausschreibung von Planungsleistung stieß im Herbst 2022 auf keine geeigneten Teilnehmer.
Die Allianz pro Schiene kürte den Bahnhof zum „Bahnhof des Jahres“ 2023 in der Kategorie Großstadtbahnhöfe.

## Verkehrsanbindung

### Fernverkehr
Mit zusammen 146 regelmäßigen An- und Abfahrten pro Tag im Fernverkehr war der Hauptbahnhof im Sommerfahrplan 1989 der viertbedeutendste Knoten im Netz der Deutschen Reichsbahn.
Halle wurde in der Zeit von 1976 bis 1991 von verschiedenen Städteexpress-Zügen bedient.
Gegenwärtig liegt der Bahnhof an der Schnittstelle der Verbindungen Berlin–Erfurt und Dresden–Magdeburg. Halle ist an das Fernverkehrsnetz der Deutschen Bahn durch zwei Intercity-Linien und vier Intercity-Express-Linien regelmäßig angebunden. Seit Dezember 2018 besteht mit einem Zugpaar der ICE-Linie 91 die erste internationale Verbindung über die Neubaustrecke Erfurt–Halle. Darüber hinaus verkehren Einzelzüge anderer IC und ICE-Linien ebenfalls mit Halt in Halle, beginnen oder enden hier. Die beiden Intercitylinien 55 und 56 verdichten das Angebot zwischen Leipzig und Hannover gemeinsam zu einem Stundentakt. Die Bahnstrecke Berlin–Halle wurde bis 2006 ausgebaut. Der Fernverkehr Richtung Erfurt wird seit dem 13. Dezember 2015 im Bahnhof Halle-Ammendorf südlich von Halle auf die Schnellfahrstrecke Erfurt–Leipzig/Halle geführt.
Von Dezember 2019 bis März 2020 hielten die Züge der Flixtrain Linie 10 Berlin–Stuttgart im halleschen Hauptbahnhof.
2017 wurden im Fernverkehr 3200 Ein- und Aussteiger pro Tag gezählt, 2018 waren es, bis 15. März, 5000.
| Linie  | Fahrtverlauf | Takt (min)                     | Fahrzeugeinsatz     | Bemerkung    | EVU                                 |
| ------ | --- | ------------------------------ | ------------------- | ------------ | ----------------------------------- |
| ICE 8  | Berlin – Halle – Erfurt – Nürnberg – München | 120                            | ICE 3               | ICE Sprinter | DB Fernverkehr                      |
| ICE 11 | München – Stuttgart – Mannheim – Frankfurt – Erfurt – Halle – Berlin                                                                              | ein Zug                        | ICE 4               |              | DB Fernverkehr                      |
| ICE 15 | Berlin – Halle – Erfurt – Frankfurt (– Darmstadt – Mannheim – Saarbrücken)                                                                        | 120                            | ICE 1, ICE 3, ICE-T | ICE Sprinter | DB Fernverkehr                      |
| ICE 18 | (Kiel–) Hamburg – Berlin – Bitterfeld – Halle – Erfurt – Bamberg – Nürnberg – München                                                             | 120                            | ICE 1, ICE 4, ICE-T |              | DB Fernverkehr                      |
| ICE 29 | München – Nürnberg – Erfurt – Halle – Berlin Südkreuz – Berlin Hbf (– Hamburg Hbf – Hamburg-Altona)                                               | drei Zugpaare                  | ICE 3               | ICE Sprinter | DB Fernverkehr                      |
| ICE 91 | (Hamburg) – Berlin – Halle – Erfurt – Coburg – Nürnberg – Passau – Linz – St. Pölten – Wien                                                       | zwei Zugpaare                  | ICE-T               |              | DB Fernverkehr, ÖBB-Personenverkehr |
| IC 17  | Wien – Passau – Nürnberg – Jena Paradies – Halle – Leipzig – Berlin – Neustrelitz – Warnemünde                                                    | ein Zugpaar                    | IC 2 (Stadler KISS) |              | DB Fernverkehr, ÖBB-Personenverkehr |
| IC 55  | Dresden – Leipzig – Halle – Magdeburg – Braunschweig – Hannover – Dortmund – Köln – Bonn – Mainz – Mannheim – Heidelberg – Stuttgart (– Tübingen) | 120                            | IC2, ICE 1          |              | DB Fernverkehr                      |
| IC 56  | Leipzig – Halle – Magdeburg – Braunschweig – Hannover – Bremen – Oldenburg – Leer – Emden (– Norddeich Mole)                                      | 120                            | IC2                 |              | DB Fernverkehr                      |
| IC 57  | Leipzig – Halle – Magdeburg – Stendal – Wittenberge – Schwerin – Bützow – Rostock (– Warnemünde)                                                  | zwei Zugpaare                  | IC2                 |              | DB Fernverkehr                      |
| FLX 10 | Stuttgart – Heidelberg – Frankfurt (Main) Süd – Fulda – Erfurt – Halle – Berlin Hbf                                                               | zwei Zugpaare                  |                     |              | Flixtrain                           |
| 91 N   | Berlin – Halle – Erfurt – Frankfurt (Main) – Bonn – Köln – Aachen – Liège-Guillemins – Bruxelles Midi                                             | ein Zugpaar/drei Mal pro Woche |                     |              | ÖBB-Personenverkehr                 |
| 91 N   | Berlin – Halle – Erfurt – Frankfurt (Main) – Strasbourg – Paris Est                                                                               | ein Zugpaar/drei Mal pro Woche |                     |              | ÖBB-Personenverkehr                 |

### Regional- und S-Bahn-Verkehr
| Linie                    | Fahrtverlauf                                                                                            | Fahrtverlauf                                                                                            | Takt (min) | EVU              |
| ------------------------ | --- | --- | --- | ---------------- |
| RE 3                     | Halle – Bitterfeld – Wittenberg – Jüterbog – Berlin – Eberswalde – Greifswald – Stralsund               | Halle – Bitterfeld – Wittenberg – Jüterbog – Berlin – Eberswalde – Greifswald – Stralsund               | einzelner Zug                                                                                                 | DB Regio Nordost |
| RE 4                     | Halle – Könnern – Aschersleben – Halberstadt – Wernigerode – Vienenburg – Goslar (*)                    | Halle – Könnern – Aschersleben – Halberstadt – Wernigerode – Vienenburg – Goslar (*)                    | 120 | start            |
| RE 8                     | Halle – Eisleben – Sangerhausen – Berga-Kelbra – Nordhausen – Leinefelde (**)                           | Halle – Eisleben – Sangerhausen – Berga-Kelbra – Nordhausen – Leinefelde (**)                           | 120 | abellio          |
| RE 9                     | Halle – Eisleben – Sangerhausen – Nordhausen – Leinefelde – Kassel-Wilhelmshöhe (**)                    | Halle – Eisleben – Sangerhausen – Nordhausen – Leinefelde – Kassel-Wilhelmshöhe (**)                    | 120 | abellio          |
| RE 16                    | Halle – Merseburg – Weißenfels – Naumburg                                                               | Halle – Merseburg – Weißenfels – Naumburg                                                               | 060 | abellio          |
| RE 24                    | Halle – Könnern – Sandersleben – Aschersleben – Gatersleben – Halberstadt (*)                           | Halle – Könnern – Sandersleben – Aschersleben – Gatersleben – Halberstadt (*)                           | 120 | start            |
| RE 30                    | Halle – Köthen – Calbe – Schönebeck – Magdeburg                                                         | Halle – Köthen – Calbe – Schönebeck – Magdeburg                                                         | 060 | DB Regio Südost  |
| RB 25                    | Halle – Merseburg – Weißenfels – Naumburg – Jena Paradies – Orlamünde – Saalfeld                        | Halle – Merseburg – Weißenfels – Naumburg – Jena Paradies – Orlamünde – Saalfeld                        | 060 | abellio          |
| RB 47                    | Halle – Halle-Trotha – Könnern – Baalberge – Bernburg – Calbe                                           | Halle – Halle-Trotha – Könnern – Baalberge – Bernburg – Calbe                                           | 060 (Halle–Könnern) 120 (Könnern–Calbe)                                                                       | start            |
| S 3                      | Halle-Nietleben – Halle-Südstadt – Halle – Schkeuditz – Leipzig – Leipzig-Stötteritz – Wurzen – Oschatz | Halle-Nietleben – Halle-Südstadt – Halle – Schkeuditz – Leipzig – Leipzig-Stötteritz – Wurzen – Oschatz | 030 (Halle-Nietleben–Wurzen) einzelne Züge (Wurzen–Oschatz)                                                   | DB Regio Südost  |
| S 5                      | Halle – Flughafen Leipzig/Halle – Leipzig – Markkleeberg – Altenburg – Gößnitz – Zwickau (***)          | Halle – Flughafen Leipzig/Halle – Leipzig – Markkleeberg – Altenburg – Gößnitz – Zwickau (***)          | 060 (Halle–Altenburg) 120 (Altenburg–Zwickau)                                                                 | DB Regio Südost  |
| S 5X                     | Halle – Flughafen Leipzig/Halle – Leipzig – Markkleeberg – Altenburg – Gößnitz – Zwickau (***)          | Halle – Flughafen Leipzig/Halle – Leipzig – Markkleeberg – Altenburg – Gößnitz – Zwickau (***)          | 060 | DB Regio Südost  |
| S 7                      | Halle – Halle-Südstadt – Teutschenthal – Röblingen – Eisleben (– Sangerhausen)                          | Halle – Halle-Südstadt – Teutschenthal – Röblingen – Eisleben (– Sangerhausen)                          | 060 (Halle–Eisleben) einzelne Züge (Eisleben–Sangerhausen)                                                    | abellio          |
| S 8                      | Halle – Landsberg – Bitterfeld –                                                                        | Wolfen – Dessau                                                                                         | 030 (Halle–Bitterfeld Mo–Fr) 060 (Halle–Bitterfeld Sa–So) 120 (Bitterfeld–Dessau) 120 (Bitterfeld–Wittenberg) | DB Regio Südost  |
| S 8                      | Halle – Landsberg – Bitterfeld –                                                                        | Gräfenhainichen – Wittenberg (– Jüterbog)                                                               | 030 (Halle–Bitterfeld Mo–Fr) 060 (Halle–Bitterfeld Sa–So) 120 (Bitterfeld–Dessau) 120 (Bitterfeld–Wittenberg) | DB Regio Südost  |
| S 9                      | Halle – Peißen – Delitzsch – Krensitz – Eilenburg                                                       | Halle – Peißen – Delitzsch – Krensitz – Eilenburg                                                       | 060 (Mo–Fr) 120 (Sa–So)                                                                                       | DB Regio Südost  |
| S 11                     | Halle – Merseburg – Braunsbedra – Mücheln – Querfurt                                                    | Halle – Merseburg – Braunsbedra – Mücheln – Querfurt                                                    | 060 | DB Regio Südost  |
| S 47                     | Halle – Halle Zoo – Halle-Trotha                                                                        | Halle – Halle Zoo – Halle-Trotha                                                                        | 060 | DB Regio Südost  |
| Stand: 15. Dezember 2024 | | | |                  |

## Innerstädtische Verkehrsanbindung

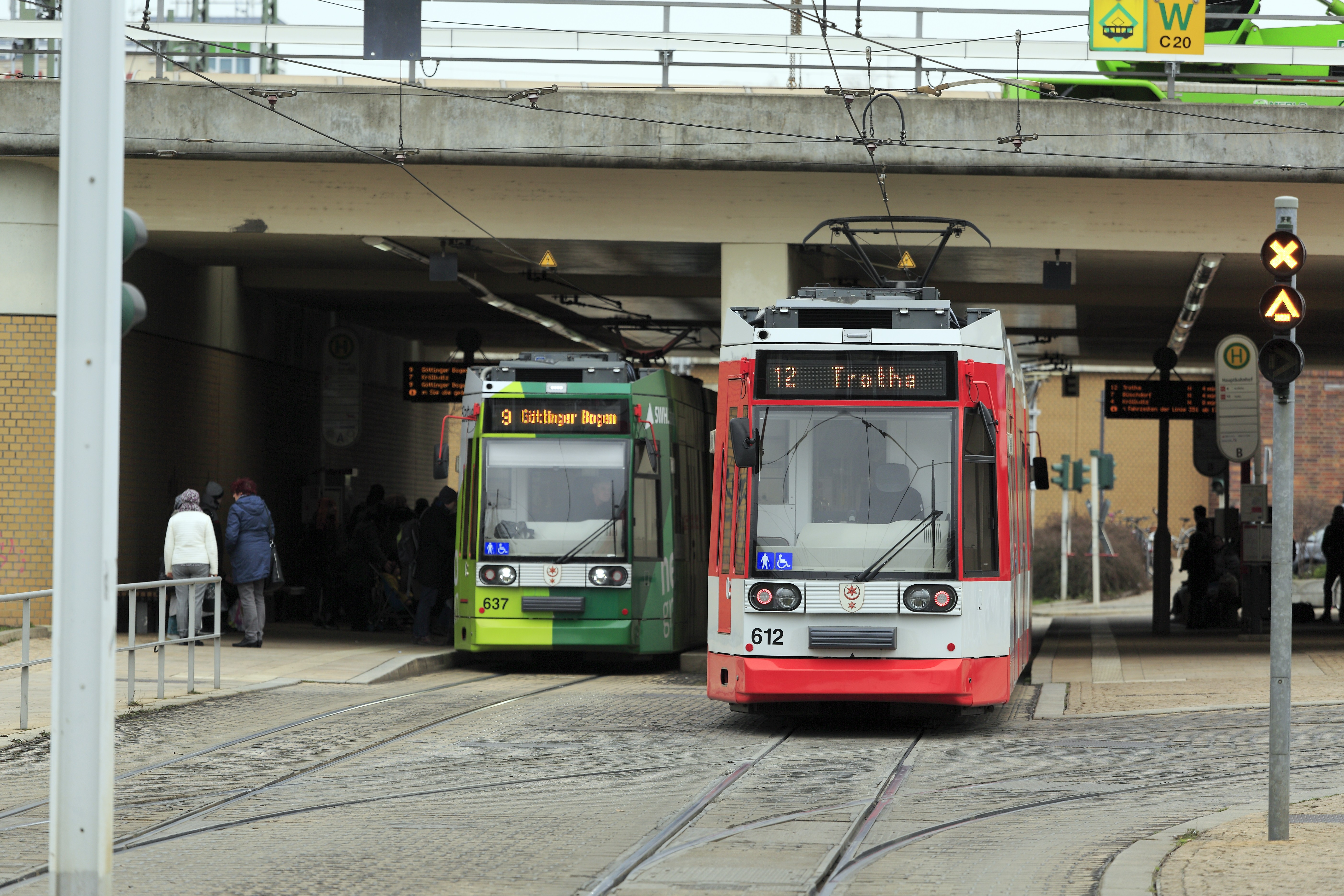
Bahnhofsvorplatz mit Straßenbahnquerung

Im öffentlichen Personennahverkehr ist der Hauptbahnhof über die Straßenbahnlinien 2, 5, 7, 9 und 12 sowie die Stadtbuslinien 30 und 44 der HAVAG angebunden. Die Straßenbahnhaltestellen liegen dabei auf der Westseite neben dem Gleis 1 (Linien 2 und 5) und in der Delitzscher Straße unter den Brücken der Westseite (Linien 7, 9 und 12). Über die Straßenbahnstrecke Halle–Bad Dürrenberg mit der darauf verkehrenden Linie 5 besteht eine Verbindung über Schkopau, Merseburg und Leuna bis Bad Dürrenberg. Am westlichen Bahnhofsausgang befindet sich der zentrale Busbahnhof der Stadt.

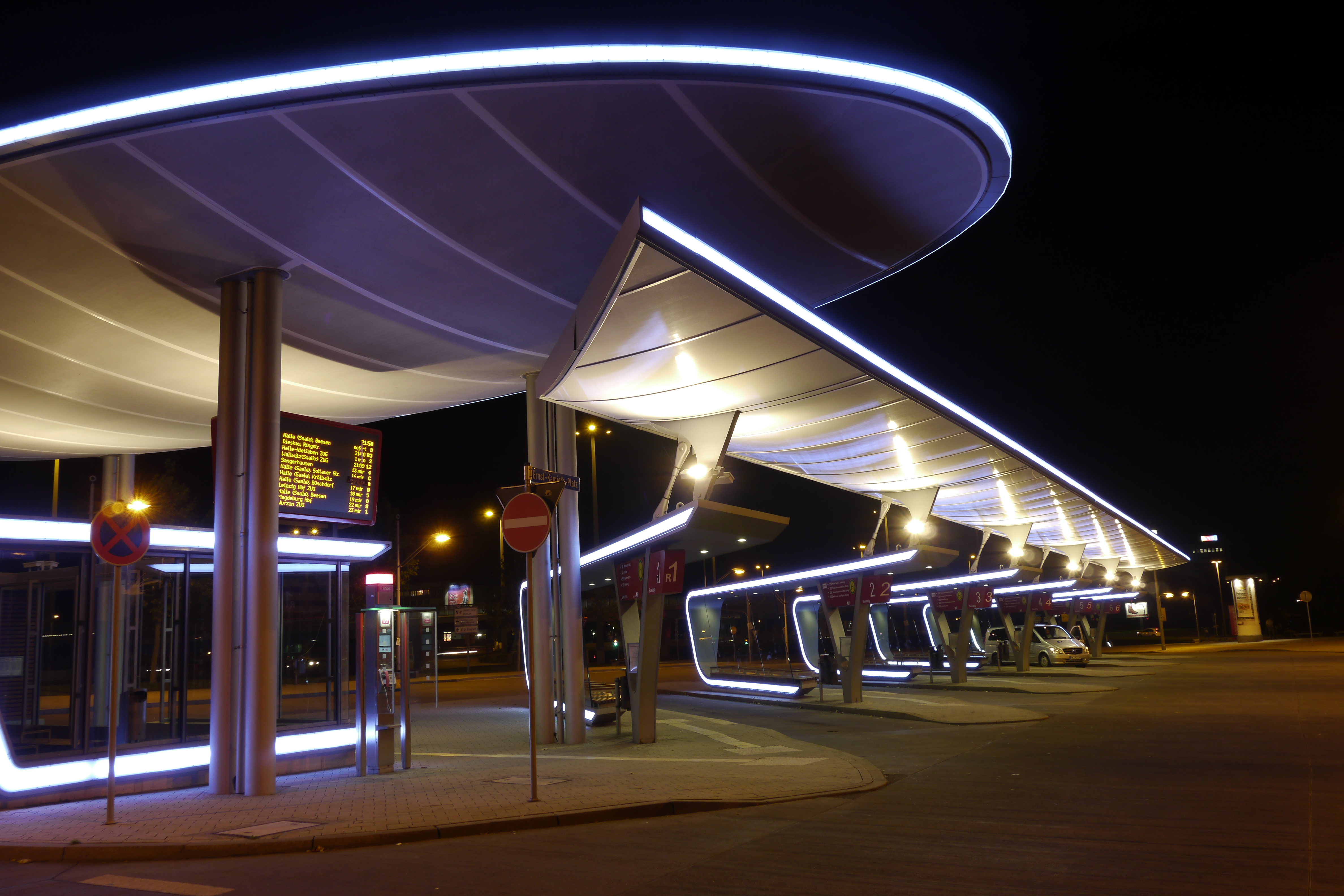
Zentraler Omnibusbahnhof (ZOB)

Der Bahnhof Halle (S) Hbf liegt in der Nähe des Riebeckplatzes, einer der verkehrsreichsten Kreuzungen Ostdeutschlands. Mehrspurige Straßen gibt es nach Norden (Landesstraße 50, ehemalige B 6 in Richtung A 14), Süden (B 6 in Richtung Leipzig, B 91 in Richtung Merseburg und A 38), Westen (B 80 nach Halle-Neustadt und Lutherstadt Eisleben). In Richtung Osten gibt es einen weiteren Anschluss zur A 14.